# João Ramos
João Augusto Espadeiro Ramos (ur. 13 października 1972) – portugalski polityk, od 2009 poseł do Zgromadzenia Republiki. 

## Życiorys
Po uzyskaniu uprawnień pielęgniarza kształcił się na studiach historycznych. Od 2002 do 2010 pełnił funkcję asystenta przewodniczącego rady miejskiej Moura, zaś w latach 2006–2007 zasiadał w zarządzie miasta. Wcześniej był również członkiem rady parafialnej w Santo Amador. W wyborach w 2009 uzyskał mandat posła do Zgromadzenia Republiki w okręgu Beja, zaś w wyborach w 2011 reelekcję do parlamentu z tego samego okręgu. 
Jest autorem książki "Santo Amador e a Revolução" ("Santo Amador i rewolucja"). Przewodniczy Towarzystwu Ochrony Dziedzictwa Kulturalnego i Środowiska Santo Amador (Associação de Defesa do Património Cultural e Ambiental de Santo Amador). 
Jest żonaty.